# Бронте (Италия)
Бро́нте (итал. Bronte, сиц. Bronti) — коммуна в Италии, в регионе Сицилия, подчиняется административному центру Катания.
Население составляет 19 220 человек (2008 г.), плотность населения — 74 чел./км². Занимает площадь 249 км². Почтовый индекс — 95034. Телефонный код — 095.
Покровителем населённого пункта считается святой Власий Севастийский, празднование 3 февраля.

## География
Бронте известен своим превосходным вином, получаемым из винограда, растущего в долине Симето. Городок лежит между потоками застывшей лавы, которые оставлены извержениями вулканов 1651 и 1843 гг. Окрестности города изобилуют превосходными виноградниками, прекрасной пахотной землей, лесами и пастбищами; но на запад от него тянется обширная пустыня, которую образовали потоки лавы и за которой лежит прелестная роща Малетто.

## Демография
Динамика населения:

## Администрация коммуны
- Официальный сайт: http://www.comune.bronte.ct.it/